# Batalla de Cumas
La batalla de Cumas fue una batalla naval en el 474 a. C. entre los navíos de Siracusa y Cumas y los etruscos (a los que los griegos denominaban "tirsenos" o "tirrenos").
Hierón I de Siracusa se alió con Aristodemo, el tirano de Cumas, para defenderse contra la expansión etrusca en el sur de Italia. En 474 a. C. se reunieron y derrotaron la flota de los etruscos en Cumas  en el golfo de Nápoles. Después de su derrota, los etruscos perdieron gran parte de su influencia política en Italia. Se perdió el control del mar y sus territorios fueron asumidos por los romanos, samnitas y galos. Los siracusanos dedicaron un casco etrusco capturado al gran santuario panhelénico en Olimpia, donde unas excavaciones alemanas descubrieron un trozo de armadura. Los etruscos más tarde se unieron a la fallida expedición ateniense contra Siracusa en el 415 a. C., lo que contribuyó aún más a su desprestigio.